# Middenstandsraad
De Middenstandsraad was een Nederlands raadsorgaan dat functioneerde van 1919 tot 1957. Deze raad besprak zaken die betrekking hadden op de middenstand en bracht daarover advies uit aan de minister van Landbouw, Nijverheid en Handel en andere autoriteiten.
De Middenstandsraad werd ingesteld na de Eerste Wereldoorlog omdat in de jaren 1920 veel van de door de overheid ingevoerde crisismaatregelen werden ingetrokken of herzien. Het was een samenwerkingsverband van de Nederlandse Bond van Verenigingen van de Handeldrijvende en de Industriële Middenstand, de Rooms-Katholieke Middenstandsbond en de Vereniging van de Christelijke Handeldrijvende en Industriële Middenstand, die elk afzonderlijk niet waren erkend als overlegorgaan en zodoende geen invloed hadden op overheid en bedrijfsleven.
De Middenstandsraad werd opgeheven toen artikelen 144 en 158 van de Wet op de Bedrijfsorganisatie (wet van 27 januari 1950, Staatsblad no. K.22) in werking traden. De laatste vergadering vond plaats op 3 mei 1957.